# Vrengen bro
59°10′02″N 010°23′09″Ø / 59.16722°N 10.38583°Ø
Vrengenbroen eller officielt Vrengen bro er en vejbro på riksvei 308 over Vrengensundet mellem Nøtterøy og Tjøme i Vestfold og Telemark fylke i Norge.

## Den gamle Vrengenbro
Den første bro blev åbnet 8. november 1932 og var da Nordeuropas længste hængebro. Den erstattede en enkel, motoriseret træfærge og gav Tjøme fastlandsforbindelse til Nøtterøy og Tønsberg. Åbningen af den nye bro blev foretaget af kong Haakon 7., og ceremonien blev sendt direkte i radioen. Kongens forgyldte signatur er hugget ind i fjeldet ved broen på Tjøme-siden.
Broen kostede 600.000 kroner, hvoraf 20.000 kroner blev givet privat af initiativtageren og Tjøme-ordføreren H.L. Bache (1856-1930), Tjømes forkæmper for Vrengen bro. En bust,e af ham er i dag placeret på Tjøme-siden af broen. Da broen stod færdig, blev der indført bomafgift for at komme over. For personbiler kostede det 1 krone for de som boede på Tjøme og 1,50 for andre. Afgiften ophørte i 1962, da både Vrengenbroen og Røssesundbroen var betalt. Røssesundbroe er en bro mellem Tjøme og Brøtsø, som blev bygget i 1952, og som også blev delfinansieret af bompengene ved Vrengen.
Det blev igen vedtaget at opkræve bompenge for den nye Vrengenbro, som åbnede i 1981. Denne ordning blev opretholdt, til den nye bro var nedbetalt efter få år.
Største tilladte belastning per aksel var 5.000 kilo iberegnet køretøjet. Da biltrafikken øgede i 1960'erne, var broen ikke længere tidssvarende. Den var så smal, at to busser ikke kunne mødes, og akseltrykbegrænsningen satte stramme rammer for udvikling af erhvervslivet på Tjøme. En gang i midten af 1970'erne måtte elefanter fra Cirkus Arnardo gå over broen, fordi den ikke tålte vægten af elefanterne og lastbilerne samtidig.
«Bru» eller «bro» var et alvorligt spørgsmål i 1932. Statslige myndigheder ønskede, at navnet skulle være Vrengen bru. Sagen blev debatteret i kommunestyret, og en repræsentant udtrykte det sådan:  Vrengen bro ska' bruæ hetta!, og sådan blev det, og det korrekte navn er stadig Vrengen bro.

## Den nye Vrengenbro
Efterhånden som trafikken øgedes, og broen blev livsnerven for øsamfundet, blev der fra 1960'erne behov for en bredere og kraftigere bro. En ny bro i Vrengensundet blev derfor bygget. Den stod færdig i 1981. Den gamle blev lukket og endelig nedrevet i 1983.
Den nye Vrengenbro er en frit frembyg-bro i beton med et hovedspænd på 171 meter og en total længde på 465 meter. Den har gennemsejlingshøjde 27 meter og til sammen 6 spænd. Den nye bro kostede 27 millioner kroner og blev delvist finansieret ved bompenge. Det er i dag gratis at køre over.
Hver dag kører omkring 4.000 biler over Vrengenbroen. Om sommeren er antallet mere end fordoblet.